# Франческо Чаффеї
Франческо Чаффеї (італ. Francesco Ciaffei; 9 липня 1819, Рим — 1894, Флоренція) — італійський співак (тенор) і музичний педагог.
У середині 1840-х років співав у Пармі, Мантуї, Римі. У 1848 році у складі трупи імпресаріо Вінченцо Галлі та диригента Якопо Фороні вирушив у скандинавське турне: виступав у Данії, Швеції, Норвегії. У Стокгольмі залишився архів Чаффеї тих років, який вважається цінним джерелом інформації про італійські оперні трупи у Скандинавії. У 1851 році гастролював в Лондоні. В 1860-х роках викладав в Ніцці, отримав значну популярність як музичний педагог. У 1870-х роках викладав у Варшавському музичному інституті, тут його учнями були, зокрема, Владислав Межвиньський, Ян Решке (та його брат Едвард), Зиґмунт Носковський, Мечислав Хорбовський та Станіслав Габель.